# Zygia coccinea
Espèce
Statut de conservation UICN

 LC  : Préoccupation mineure
Zygia coccinea est une espèce de plantes à fleurs de la famille des Fabaceae. C'est un arbuste qui pousse principalement dans le biome tropical humide en Amérique du Sud. Son aire de répartition s'étend de la Colombie au Pérou.

## Description
Zygia coccinea est un arbuste. Les feuilles sont composées d'un nombre de paires de folioles très réduit

## Répartition
Ce taxon se rencontre dans les pays suivants : Bolivie, Colombie, Pérou, Équateur.

## Liste des variétés
Selon GBIF (19 décembre 2024) :
- Zygia coccinea var. coccinea
- Zygia coccinea var. macrophylla (Spruce ex Benth.) Barneby & J.W.Grimes
- Zygia coccinea var. oriunda (J.F.Macbr.) Barneby & J.W.Grimes

## Systématique
Le nom correct complet (avec auteur) de ce taxon est Zygia coccinea (G.Don) L.Rico (d).
L'espèce a été initialement classée dans le genre Inga sous le basionyme Inga coccinea G.Don.
Zygia coccinea a pour synonymes :
- Feuilleea coccinea (G.Don) Kuntze
- Inga coccinea G.Don
- Pithecellobium coccineum (G.Don) Benth.
- Pithecellobium macrophyllum (Willd.) Spruce
- Pithecolobium dependens Rusby
- Pithecolobium macrophyllum (Willd.) Spruce
- Punjuba depends (Rusby) Killip
- Punjuba depends (Rusby) Killip ex Record
- Zygia solomonii Barbosa

### Étymologie
Le nom de genre Zygia signifie « paires de folioles opposés ». L'épithète coccinea signifie « écarlate ».